# Guðmundur Guðmundsson

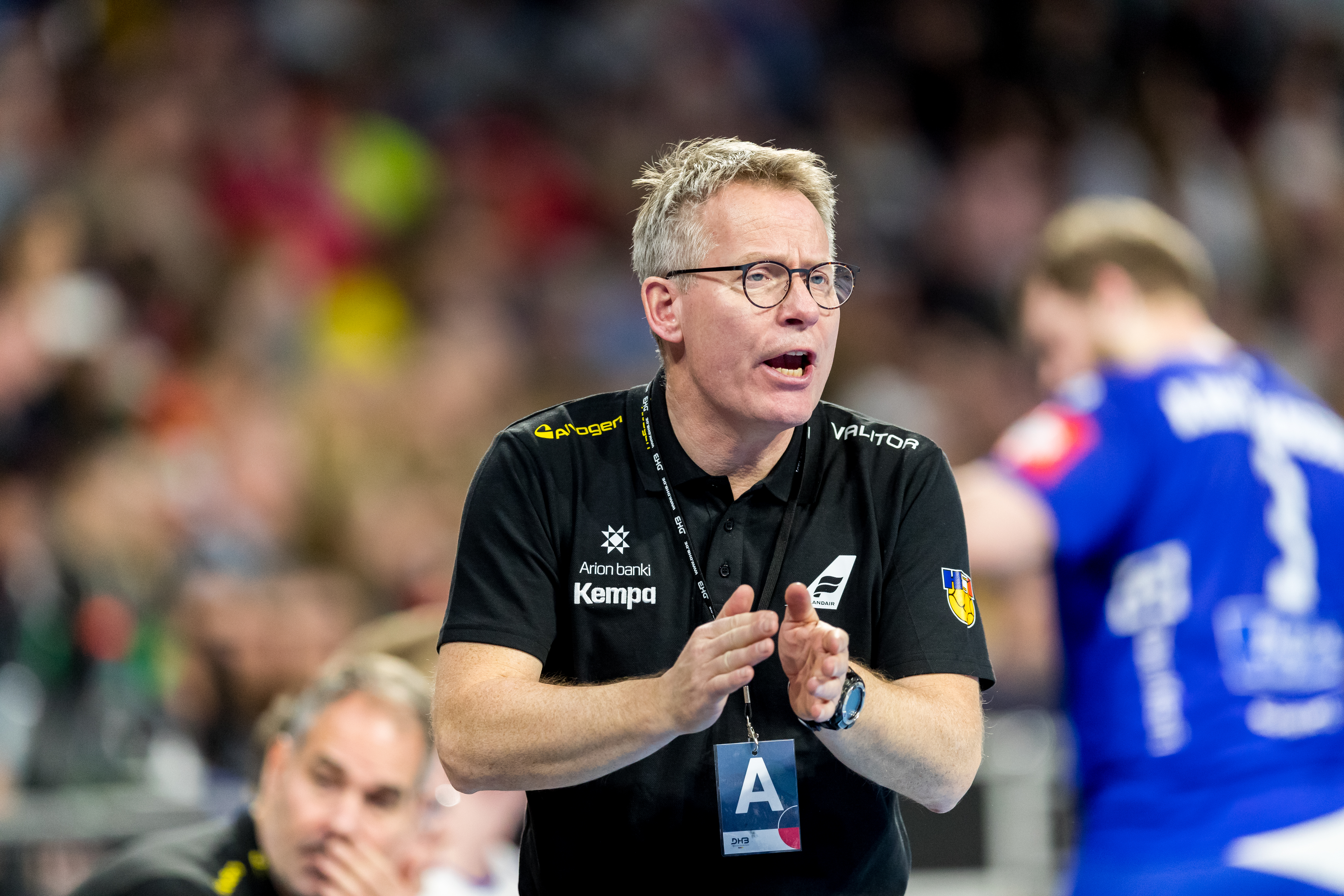
Guðmundur Guðmundsson, 2020.

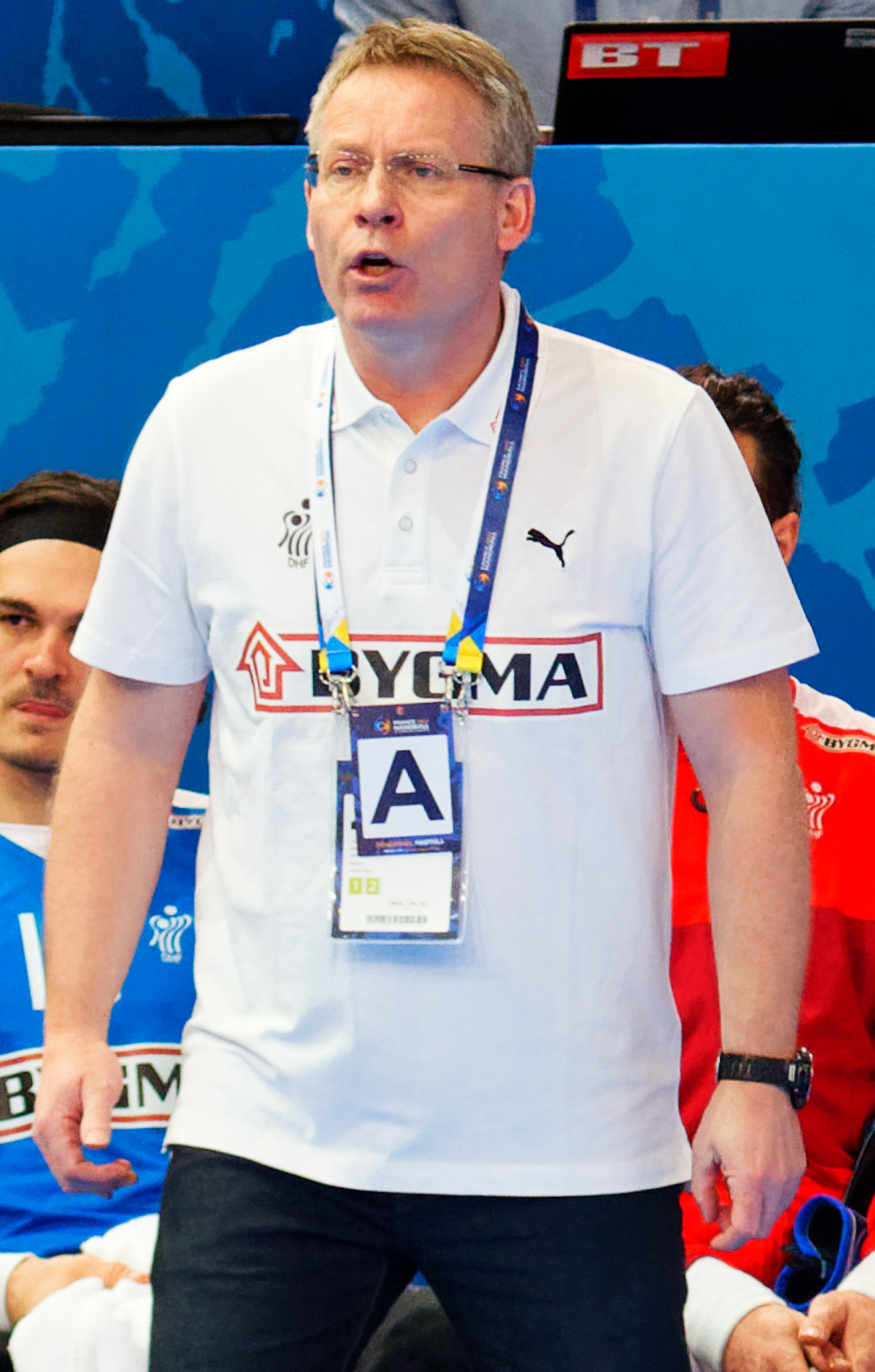
Guðmundur Guðmundsson, 2017.

Guðmundur Þórður Guðmundsson, född 23 december 1960 i Reykjavik, är en isländsk handbollstränare och tidigare handbollsspelare (vänstersexa). Som spelare gjorde han 236 landskamper och 358 mål för Islands herrlandslag.

## Klubbar som spelare
- Vikingur Reykjavik (1967–1992)
- Afturelding Mosfellsbær (1992–1995)

## Tränaruppdrag

### Klubbar
- Vikingur Reykjavik (1989–1992)
- Afturelding Mosfellsbær (1992–1995)
- Fram Reykjavik (1995–1999)
- TSV Bayer Dormagen (1999–2001)
- Fram Reykjavik (2005–2007)
- GOG Svendborg TGI (2009–2010)
- Rhein-Neckar Löwen (2010–2014)
- MT Melsungen (2020–2021)
- Fredericia HK (2022–)

### Landslag
- Islands herrlandslag (2001–2004)
- Islands herrlandslag (assisterande, 2007)
- Islands herrlandslag (2008–2012)
- Danmarks herrlandslag (2014–2017)
- Bahrains herrlandslag (2017–2018)
- Islands herrlandslag (2018–2023)

## Meriter i urval
- OS-guld 2016 med Danmarks herrlandslag
- OS-silver 2008 med Islands herrlandslag
- EM-brons 2010 med Islands herrlandslag
- EHF-cupmästare 2013 med Rhein-Neckar Löwen